# Delray Beach International Tennis Championships 2009
Delray Beach International Tennis Championships 2009 — тенісний турнір, що проходив на кортах з твердим покриттям у місті Делрей-Біч, США з 23 лютого. Належав до категорії ATP World Tour 250, був турніром серії Delray Beach Open 2009 року.

## Фінальна частина

### Одиночний розряд
Марді Фіш —  Євген Корольов 7–5, 6–3

### Парний розряд
Боб Браян /  Майк Браян —  Марсело Мело /  Андре Са 6–4, 6–4